# Turán
Turán byl maďarský střední tank, užívaný za druhé světové války. Před druhou světovou válkou maďarská armáda používala importované tanky z různých zemí, především z Itálie. Ta Maďarsku dodala počátkem 30. let pět kusů tanků Fiat 3000 a v letech 1935–1936 dodala dalších 151 tančíků L3/33, které vytvořily základ maďarských tankových sil. Teprve v předválečném období se začaly konat kroky vedoucí k výrobě vlastních tanků. První z nich byl lehký tank 38.M Toldi, který se však ukázal jako nedostatečný jak po stránce výzbroje, tak pasívní ochrany. Jelikož Německo odmítlo dodat zemi 180 středních tanků Panzerkampfwagen IV a ani Itálie nemohla žádné tanky postrádat, bylo nutné tanky získat jinde.
Teprve 5. srpna roku 1940 došlo k uzavření smlouvy v hodnotě 6 750 000 korun mezi Maďarskem a firmou Škoda, která se po okupaci Československa a vzniku tzv. Protektorátu Čechy a Morava dostala do německých rukou.
Uvedená licence se týkala středního tanku Škoda T-21 (Š-II-c), který byl vyvinut pro československou armádu již roku 1937, avšak ve výběrovém řízení neuspěl. Maďarským expertům se však tank roku 1939 zamlouval, bylo pouze požadováno silnější pancéřování. Nakonec Škodovka prodala licenční smlouvu na výrobu neomezeného počtu tanků T-21 pod označením Turán pro potřeby maďarského Honvédségu.

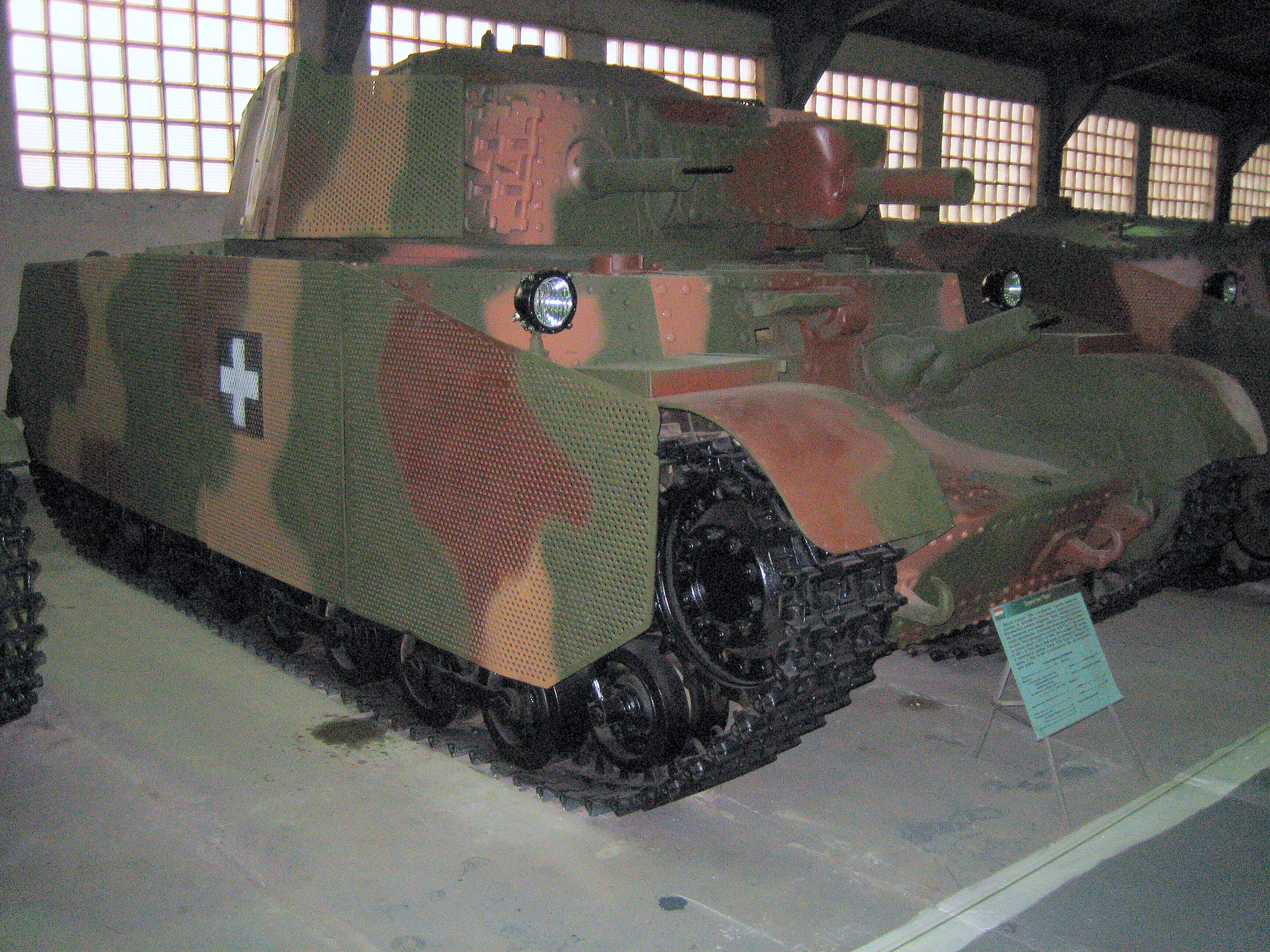
Jediný dochovaný Turán – verze 41.M Turán II v tankovém muzeu Kubinka u Moskvy

První maďarský prototyp byl dokončen v srpnu 1941 a na podzim byla zahájena jeho výroba, ale první kusy dostala armáda, díky průtahům ve výrobě a změnám konstrukce, až v květnu roku 1942. Stroj dostal typové označení 40.M Turán. Korba tanku měla hranaté tvary, ocelové pláty byly spojeny nýty. Ve věži byl instalován kanón 41.M ráže 40 mm (licenční český kanón Škoda A 17) a koaxiální kulomet 34/40.M ráže 8 mm. Stejný kulomet byl umístěn v korbě. Pohon tanku zajišťoval osmiválcový zážehový motor Manfréd Weisz o výkonu 260 hp. Podvozek sestával na každé straně z hnacího kola vpředu, devíti pojezdových kol, napínacího kola vzadu a pěti napínacích kladek. Osádka byla pětičlenná. Celkem bylo vyrobeno 285 kusů tohoto typu.
Roku 1941 byl tank modernizován a vznikl typ 41.M Turán II. V mohutnější věži byl instalován krátký kanón 41.M ráže 75 mm a o délce hlavně 25 ráží. Ten byl schopen prorazit 50 mm silný pancíř na vzdálenost 500 metrů, což však bylo proti moderním tankům málo. Mezi květnem 1943 a červnem 1944 bylo dodáno 129 kusů a později dalších 10. Celkem tedy bylo vyrobeno 139 kusů této varianty.
Vzhledem k tomu, že krátký kanón s malou úsťovou rychlostí neměl v boji se sovětskými tanky valnou účinnost, bylo rozhodnuto o změně výzbroje. Nový typ tanku, zvaný 43.M Turán III, měl být vyzbrojen novým výkonným kanónem 43.M ráže 75 mm. Zároveň měly být tímto kanónem přezbrojeny všechny stávající tanky Turán. Ovšem v prosinci roku 1943 byl vyroben pouze jeden prototyp a tank se nedostal vůbec do výroby. Stejně neúspěšně skončilo plánované přezbrojení stávajících strojů.
Tanky Turán byly v roce 1942, kdy začaly přicházet na frontu, již zastaralé. Nedokázaly čelit sovětským tankům T-34, které nad nimi měly značnou převahu jak ve výzbroji a v pasívní ochraně, tak i v pohyblivosti a v manévrovatelnosti. Tomu odpovídala i úspěšnost, či spíše neúspěšnost jejich nasazování do bojů.
V roce 1942 byla na bázi tanku Turán vyvinuta útočná houfnice 40/43.M Zrínyi, později upravená do varianty 40/43.M Zrínyi II. Existoval také prototyp útočného děla 44.M Zrínyi I s protitankovým kanónem 43.M ráže 75 mm. Na rozdíl od Turánů se houfnice Zrínyi v bojích osvědčily. Bylo jich však postaveno jen 66 kusů.